# Phanoclisis longicollis
Phanoclisis longicollis är en insektsart som först beskrevs av Jules Pièrre Rambur 1842. 
Phanoclisis longicollis ingår i släktet Phanoclisis och familjen myrlejonsländor. Inga underarter finns listade i Catalogue of Life.